# Geophysical Fluid Dynamics Laboratory Coupled Model
In climatologia GFDL CM2.X (Geophysical Fluid Dynamics Laboratory Coupled Model, version 2.X) è un modello generale della circolazione con accoppiamento atmosfera-oceano (AOGCM) sviluppato presso il Geophysical Fluid Dynamics Laboratory del NOAA negli Stati Uniti.
È uno dei più importanti modelli climatici utilizzato nel quarto rapporto di valutazione dell'IPCC, assieme ai modelli sviluppati al Centro nazionale per gli studi atmosferici degli Stati Uniti d'America, al Max Planck Institute for Climate Research e all'inglese Hadley Centre for Climate Prediction and Research.